# Kfar Ruppin
Kfar Ruppin (כְּפַר רוּפִּין ‚Dorf Ruppins‘) ist ein Kibbuz in der Beit-Scheʾan-Senke rund fünf Kilometer südöstlich von Beit Scheʾan in Nord-Israel. Als Mitglied der Kibbuzbewegung fällt es unter die Zuständigkeit der Regionalverwaltung des ʿEmeq ha-Maʿejanot.

## Geschichte
Der Kibbuz wurde 1938 als Teil der Turm-und-Palisaden-Bewegung von einer Gruppe namens „Massad“ von Einwanderern gegründet. Die Immigranten siedelten im Gebiet, das unter Britischem Mandat stand. Die meisten Kibbuzmitglieder kamen aus Deutschland, Böhmen und Österreich. Benannt wurde der Ort zu Ehren Arthur Ruppins, der auch als „Vater der zionistischen Bewegung“ bezeichnet wird. 2018 lebten im Kibbuz Ruppin 493 Menschen. Das Gebiet des Kibbuz erstreckt sich über mehr als 4000 Dunam.
Neben dem Betrieb von Landwirtschaft und Aquakultur produziert der Kibbuz Kunststoffe in einer Fabrik, die von Nicht-Kibbuzmitgliedern gemanagt wird.

## Natur in und um Kfar Ruppin
Eine Besonderheit von Kfar Ruppin sind die öffentlichen Gärten, die mit rund 50 ha den Kibbuz umgeben. Das Gebiet ist zudem unter Vogelkundlern bekannt, da es auf der afrikanisch-eurasischen Vogelzugroute eines der wichtigsten Gebiete des Vogelzuges in Nordisrael ist. Eine Beringungstation der SPNI ist deshalb in Kfar Ruppin angesiedelt.